# Formule 750
De Formule 750 was een door de FIM georganiseerde motorsportraceklasse gebaseerd op motoren met een cilinderinhoud van 750 kubieke centimeter.

## Voorgeschiedenis

### 1911-1969
In het begin van de 20e eeuw werden racemotoren nog niet ingedeeld naar de cilinderinhoud. Er was ook nog geen overkoepelende organisatie die wereldwijd reglementen kon invoeren, waardoor organisatoren zelf moesten bepalen hoe de raceklassen werden gevormd. In de Isle of Man TT bestonden in 1907 twee klassen: één- en tweecilinders. In 1909 werden deze twee klassen samengevoegd in één race, maar omdat de tweecilinders in het nadeel waren mochten zij maximaal 750 cc meten, terwijl de eencilinders slechts 500 cc mochten meten. In 1911 verdween de 750cc-klasse weer en reed men in de Junior TT met 350cc-machines en in de Senior TT met 500cc-machines, ongeacht het aantal cilinders. In 1924 werd het Europees kampioenschap wegrace ingevoerd, en in 1927 werd daar eenmalig gereden met een 750cc- en een 1.000cc-klasse. Hierna verdwenen de 750cc-machines uit de internationale uitslagen, maar in nationale wedstrijden werd er nog mee gereden omdat daar vaak min of meer standaard motorfietsen werden gebruikt. In de Verenigde Staten domineerde Harley-Davidson het AMA-kampioenschap in de jaren vijftig en -zestig met de Harley-Davidson KR 750, een tamelijk ouderwetse V-twin met een zijklepmotor. In de Daytona 200, de belangrijkste wegrace van Amerika, verschenen in de jaren zestig wel Europese racemotoren, maar die werden door de protectionistische maatregelen van de American Motorcyclist Association (AMA) beperkt tot 500 cc, aanvankelijk omdat ze bovenliggende nokkenassen hadden, later omdat ze kopklepmotoren hadden. Daardoor werd Harley-Davidson beschermd, maar desondanks wisten zowel Triumph als BSA de race enkele malen te winnen. In 1967 werd voor het eerst de Production 750 TT aan het programma van de Isle of Man TT toegevoegd. Daar werd gereden met van standaardmotoren afgeleide racemachines van Triumph, BSA en Norton.

### Begin jaren zeventig
1970 Was een sleuteljaar voor de 750cc-racemotoren. Eind 1969 had de AMA al aansluiting gezocht tot de Fédération Internationale de Motocyclisme, maar daarvoor moest men de bescherming van Harley-Davidson beëindigen. Alle motoren tot 750 cc mochten in de Daytona 200 starten, mits er in de Verenigde Staten 200 van verkocht waren. Harley-Davidson werd daardoor gedwongen kopklepmotoren te ontwikkelen (de Harley-Davidson XR 750), maar dat lukte niet. In 1970 werd de Daytona 200 gewonnen door Dick Mann met een viercilinder Honda CR 750. Een tweede belangrijk aspect was de financiële nood van de BSA-groep, waarin BSA en Triumph inmiddels waren samengevoegd. Daar moest men de BSA A75 Rocket 3/Triumph Trident-serie ontwikkelen, 750cc-driecilinders met kopkleppen, maar ook nog met stoterstangen. Er was geen geld voor de ontwikkeling van een volwaardige racemotor die in het wereldkampioenschap wegrace kon starten, maar men richtte zich op de Amerikaanse markt en de Daytona 200 was een uitstekende etalage om de motorfietsen aan te prijzen. Zowel de AMA, de Britse Auto-Cycle Union als de BSA-groep stelden in 1970 alles in het werk om de FIM zover te krijgen een officiële 750cc-klasse in te voeren. 
In 1971 won Dick Mann de Daytona 200 opnieuw, maar nu met een BSA Rocket 3. In de wegracewereld bestond de overtuiging dat het 750cc-raceconcept van de Daytona 200 succesvol zou kunnen zijn in Europa. De FIM wilde daar nog niet aan. Men gaf de Daytona 200 van 1971 zelfs niet de status van "Internationale race", waardoor een aantal rijders zich met een Canadese licentie moesten inschrijven. In dat jaar spanden de AMA en de ACU zich nog eens extra in, wat resulteerde in de Anglo-American Match Races, een evenement dat bestond uit zes races in het paasweekend op de circuits van Brands Hatch, Mallory Park en Oulton Park. Er werd gereden om teamprijzen tussen een Brits- en een Amerikaans team, allemaal op Triumph Tridents en BSA Rocket 3's. Tijdens de 500 mijls-Thruxton 500 werd naast de hoofdrace, die voor standaarmotoren bedoeld was, ook een 200 mijlsrace gereden. Hier werd voor het eerst de naam "Formula 750" gebruikt. Deze race stond ook open voor fabrieksracers en werd gewonnen door Ray Pickrell met een Triumph Trident. 
In 1972 kwam de BSA-groep in grote financiële problemen, waardoor men de race-activiteiten moest beperken. De druk op de FIM bleef echter bestaan, doordat nu ook Norton en Ducati snelle 750cc-racers hadden en bovendien kwamen uit Japan de Suzuki GT 750 en de Kawasaki H 2 750 Mach IV. In Italië had men ook oog voor het "Daytona-concept" en werd de Imola 200 georganiseerd. MV Agusta werkte aan een speciale 750cc-racer voor Giacomo Agostini. Die was al enkele malen in 750cc-races gestart met zijn 500 cc driecilinder en met een MV Agusta 750 S. De 500cc-racer was net niet snel genoeg, en de 750cc-machine was afgeleid van een standaardmachine met cardanaandrijving en te log en te instabiel in vergelijking met de BSA/Triumph-machines. 
Er werd intussen volop met 750cc-machines geracet, maar alle organisatoren konden hun eigen reglementen en homologatie-eisen vaststellen.

## 750cc-prijs van de FIM/Europees kampioenschap/Wereldkampioenschap
Vanwege de groeiende populariteit en om de reglementen van de bestaande races te harmoniseren organiseerde de FIM in 1973 voor de eerste maal een internationaal kampioenschap voor zulke machines die als Prijs van de FIM door het leven ging. De raceklasse leed vanaf het begin echter onder de gecompliceerde reglementen en het feit dat ze buiten het wereldkampioenschap wegrace om werd georganiseerd.
De eerste Formule 750-race werd verreden op 15 april 1973 met de 200 mijl van Imola in Italië. De Fin Jarno Saarinen won op zijn Yamaha deze wedstrijd. Eerste kampioen in de nieuwe klasse werd de Brit Barry Sheene op Suzuki. In 1975 en 1976 telden de races mee voor het Europees kampioenschap en in 1977 kreeg de Formule 750 de wereldkampioenschapsstatus.
In 1979 besloot de FIM dat er slechts één "koningsklasse van de motorsport" over zou blijven. De keuze viel daarbij op de sinds 1949 bestaande 500cc-klasse van het wereldkampioenschap wegrace. In de Formule 750 kwam het de voorafgaande jaren meer en meer tot problemen, omdat de motorprestaties voor de banden en het casco in die tijd een te zware belasting waren. Daarnaast werd de klasse meer en meer een Yamaha-kampioenschap. In 1979 namen van de zestig coureurs slechts vier niet deel op een Yamaha TZ750. De Formule 750 werd daarom aan het einde van het seizoen 1979 opgeheven. Midden jaren tachtig namen de Superbikes de positie over van de Formule 750.

### Kampioenen
| Jaar | Kampioenschap                   | Kampioen                |
| ---- | ------------------------------- | ----------------------- |
| 1973 | 750 cc Prijs van de FIM         | Barry Sheene (Suzuki)   |
| 1974 | 750 cc Prijs van de FIM         | John Dodds (Yamaha)     |
| 1975 | 750 cc Prijs van de FIM         | Jack Findlay (Yamaha)   |
| 1976 | 750 cc Prijs van de FIM         | Víctor Palomo (Yamaha)  |
| 1977 | Wereldkampioenschap Formule 750 | Steve Baker (Yamaha)    |
| 1978 | Wereldkampioenschap Formule 750 | Johnny Cecotto (Yamaha) |
| 1979 | Wereldkampioenschap Formule 750 | Patrick Pons (Yamaha)   |